# Notaden weigeli
A  Notaden weigeli  a kétéltűek (Amphibia) osztályának békák (Anura) rendjébe, a mocsárjáróbéka-félék (Limnodynastidae) családjába, azon belül a Notaden nembe tartozó faj.

## Előfordulása
Ausztrália endemikus faja. Az ország Nyugat-Ausztrália államának Kimberley régiójában, a Mitchell-fennsíkon, a Prince Regent rezervátumban, valamint a Bigge-szigeten és az Augustus-szigeten honos. Elterjedési területe körülbelül 9900 km².

## Nevének eredete
Nevét John Randall Weigel, az ausztráliai Central Coast hüllőparkjának igazgatója tiszteletére kapta.

## Életmódja
Eddig csak sziklás területeken figyelték meg a Mitchell-folyó közelében, valamint egy kis szurdok bejáratánál. Szaporodásbiológiája még nem ismert.

## Természetvédelmi helyzete
A vörös listán szerepel, de adathiányos fajként van nyilvántartva. A fajra nézve gyakorlatilag nincs fenyegetés.